# シュルナザリア (小惑星)
シュルナザリア (4187 Shulnazaria) は、小惑星帯に位置する小惑星である。ニコライ・チェルヌイフがクリミア天体物理天文台で発見した。
ウクライナ・キエフ郊外のゴロセーヴォにある天文台のスタッフで、夫婦で彗星捜索チームに参加したレオニード・マルコヴィッチ・シュルマンとガリナ・キリロヴナ・ナザルチュクに因んで名付けられた。